# The Music Machine
The Music Machine byla americká garage a psychedelic rocková skupina (často označována za garage punkovou), založená v roce 1965. Frontman skupiny byl zpěvák a skladatel Sean Bonniwell.

## Diskografie

### Studiová alba
- (Turn On) The Music Machine (1966)
- The Bonniwell Music Machine (1967)

### EP
- Talk Talk (1967)

### Kompilace
- The Best of The Music Machine (1984)
- The Music Machine (1994)
- Beyond the Garage (1995)
- Rock 'N' Roll Hits (1997)
- Turn On: The Best of the Music Machine (1999)
- Ignition (2000)
- The Ultimate Turn On (2006)